# مائوریزیا کاچاتوری
مائوریزیا کاچاتوری (انگلیسی: Maurizia Cacciatori) بازیکن سابق تیم ملی والیبال زنان ایتالیا از سال ۱۹۹۸ تا ۲۰۰۴ و مفسر فعلی شبکه اسکای ایتالیا است.
کاچاتوری با ایتالیا به مدال طلا قهرمانی اروپا در سال ۲۰۰۱ دست یافت. پنج قهرمانی سری آ والیبال ایتالیا با برگامو نیز از دیگر دست‌آوردهای او در رده باشگاهی است.